# Furmanowka (Kaliningrad, Polessk)
Furmanowka (russisch Фурмановка, deutsch Friedrichsburg) ist ein Ort in der russischen Oblast Kaliningrad. Er gehört zur kommunalen Selbstverwaltungseinheit Stadtkreis Polessk im Rajon Polessk.

## Geographische Lage
Furmanowka liegt elf Kilometer südlich der Stadt Polessk an der Kommunalstraße 27K-174 von Tjulenino (Viehof) über Iwanowka nach Slawinsk (Goldbach). Goldbach war vor 1945 auch die nächste Bahnstation an der Bahnstrecke Tapiau–Labiau der Wehlau–Friedländer Kreisbahnen, die nicht mehr in Betrieb sind.

## Geschichte
Am 26. Juli 1903 wurde aus Teilen des Gutsbezirks Adlig Bärwalde (es handelte sich um die Vorwerke Bärwalde und Friedrichsburg) und dem Gut Thegenwalde der Gutsbezirk Friedrichsburg gebildet. Er wurde in den seit 1874 bestehenden Amtsbezirk Bärwalde im Kreis Labiau im Regierungsbezirk Königsberg der preußischen Provinz Ostpreußen eingegliedert, zu dem der Ort bis 1945 gehörte.
Am 30. September 1928 schlossen sich die Landgemeinde Groß Bärwalde und der Gutsbezirk Adlig Bärwalde (mit dem Wohnplatz Klein Ernstburg) sowie der Gutsbezirk Friedrichsburg zur neuen Landgemeinde Friedrichsburg zusammen. Die Einwohnerzahlen dieser neuen Gemeinde beliefen sich 1933 auf 393 und 1939 auf 334.
In Kriegsfolge kam Friedrichsburg 1945 mit dem nördlichen Ostpreußen zur Sowjetunion. Im Jahr 1947 erhielt der Ort die russische Bezeichnung Bogatowo und wurde dem Dorfsowjet Nowoderewenski selski Sowet im Rajon Polessk zugeordnet. Später gelangte der Ort in den Tjuleninski selski Sowet. Von 2008 bis 2016 gehörte Furmanowka zur Landgemeinde Turgenewskoje selskoje posselenije und seither zum Stadtkreis Polessk.

## Kirche
Die Einwohner Friedrichsburgs waren vor 1945 nahezu alle evangelischer Konfession. Das Dorf war somit in das Kirchspiel der Stadtkirche Labiau eingepfarrt, das zum Kirchenkreis Labiau in der Kirchenprovinz Ostpreußen der Kirche der Altpreußischen Union gehörte. Heute liegt Furmanowka wieder im kirchlichen Einzugsbereich der Stadt Polessk, wo sich in den 1990er Jahren eine neue evangelisch-lutherische Gemeinde gebildet hat. Sie ist eine Filialgemeinde der Auferstehungskirche in Kaliningrad, der Hauptkirche der Propstei Kaliningrad der Evangelisch-lutherischen Kirche Europäisches Russland.